# Tunilla microdisca
Tunilla microdisca är en kaktusväxtart som först beskrevs av Frédéric Albert Constantin Weber, och fick sitt nu gällande namn av David Richard Hunt och Iliff. Tunilla microdisca ingår i släktet Tunilla och familjen kaktusväxter. Inga underarter finns listade i Catalogue of Life.